# Karnıyarık
Karnıyarık és un plat d'albergínia i carn picada de la cuina turca.
"Karnı yarık" literalment significa panxa partida en turc.

## Preparació i consum
Les albergínies es pelen a l'estil "pijama a ratlles" i es fregeixen en oli de cuinar. Es deixen sobre un tovalló de paper per treure'n l'excés d'oli. Es piquen cebes en una paella i es fregeixen. Quan estan daurades se li afegeix la carn picada. Se li afegeixen tomàquets picats en cubs. També es pot utilitzar una mica de salsa de tomàquet i un got d'aigua. Després se salpebra. Quan és prou cuinat, aquesta mescla es col·loca dins de les albergínies partides. A sobre de les albergínies s'hi posa un pebrot verd fregit i uns talls de tomàquet per decorar. Després els karnıyarıks es fiquen al forn i s'acaba de cuinar.
Aquest plat generalment s'acompanya amb pilav blanc o domatesli pilav (arròs amb tomaquets) i cacık, ja que es menja habitualment a l'estiu.